# Science Fell in Love, So I Tried to Prove It
Science Fell in Love, So I Tried to Prove It (理系が恋に落ちたので証明してみた。?, Rikei ga koi ni ochita no de shōmei shite mita., lett. "Ho provato a dimostrare che la scienza si è innamorata.") è un manga scritto e disegnato da Alifred Yamamoto, pubblicato dal 16 marzo 2016 sulla rivista on-line Comic Meteor di Flex Comix. Dal manga sono stati tratti un dorama, trasmesso dal 1º al 22 settembre 2018, un film uscito il 1º febbraio 2019 e una serie televisiva anime, la cui prima stagione è stata trasmessa dal 10 gennaio 2020 al 28 marzo dello stesso anno, mentre la seconda dal 2 aprile al 18 giugno 2022.

## Trama
Nella facoltà di Scienze dell'Informazione (abbreviata InfoSci) dell'Università di Saitama, due ricercatori del laboratorio di Ikeda, ossia Ayame Himuro e Shinya Yukimura, si accorgono di essere innamorati. Nonostante entrambi siano felici della loro relazione, non sono soddisfatti senza una dimostrazione scientifica che affermi che quello che provano l'uno per l'altra sia proprio amore. Himuro e Yukimura avviano così una dolce ricerca sull'amore studiando i loro comportamenti e le loro reazioni ai sentimenti. Lo scopo della ricerca è quello di teorizzare il loro rapporto e fondarlo su solide e inconfutabili basi scientifiche. Gli esperimenti e la raccolta dei dati non sono semplici come negli altri studi scientifici, difatti l'imbarazzo e il timore di condividere i propri sentimenti più intimi spesso ostacolano la corretta esecuzione delle analisi, ma diventano altresì lo stimolo ideale per continuarla e avvicinarsi ancora più affettuosamente al partner. Ad aiutare Himuro e Yukimura nella loro ricerca ci saranno i colleghi del loro laboratorio, che rimarranno coinvolti nella materia (ovvero nelle questioni di cuore) più di quanto avrebbero potuto immaginare.

## Personaggi
Ayame Himuro (氷室 菖蒲?, Himuro Ayame)
Interpretata da Nana Asakawa (live-action) e doppiata da Sora Amamiya (anime)
Dottoranda al primo anno. È una ragazza in gamba e grande esperta nel suo campo di studi di modellazione. È più intraprendente di Yukimura ma impacciata quanto lui quando si tratta di condividere del tempo assieme. Ha i capelli lilla e quando si eccita la sua coda scodinzola.
Shinya Yukimura (雪村 心夜?, Yukimura Shin'ya)
Interpretato da Shun Nishime (live-action) e doppiato da Yuma Uchida (anime)
Dottorando al primo anno, è un ragazzo con grande talento per la matematica e la statistica ma è spesso freddo e distaccato. Non ama dichiarare apertamente i suoi sentimenti e si vergogna a mostrare i lati deboli di sé.
Kotonoha Kanade (奏 言葉?, Kanade Kotonoha)
Interpretata da Yuuka Yano (live-action) e doppiata da Natsuko Hara (anime)
È una studentessa al quarto anno, una ragazza solare e simpatica ma poco sicura di sé. Aiuta sempre con piacere i suoi amici.
Ena Ibarada (棘田 恵那?, Ibarada Ena)
Interpretata da Karin Ogino (live-action) e doppiata da Nichika Ōmori (anime)
Dottoranda al secondo anno, è una ragazza di bassa statura dai lunghi capelli rosa e quasi sempre vestita in stile gothic lolita. Parla sempre sussurrando e, anche se all'apparenza è innocua, ha una vera passione per le provocazioni. Riesce sempre ad inserirsi in una situazione a lei congeniale e a farla degenerare per puro divertimento.
Kosuke Inukai (犬飼 虎輔?, Inukai Kōsuke)
Interpretato da Tomu Fujita (live-action) e doppiato da Jun Fukushima (anime)
Studente al quarto anno, è un ragazzo estroverso e spaccone, che sebbene si trovi in un laboratorio di ricerca altolocato non ha molta voglia di studiare. Ha una mania per le visual novel e gli anime, in particolare quelli che hanno ragazze come protagoniste. È amico d'infanzia di Ibarada, che lo chiama amichevolmente Torasuke e non perde occasione per metterlo in imbarazzo.
Kashin Ikeda (池田?, Ikeda)
Interpretato (in live-action) e doppiato (nell'anime) da Ryōtarō Okiayu
Professore di scienze matematiche e dell'informazione, è il responsabile del laboratorio in cui studiano i protagonisti. È un uomo di mezza età gentile e di spirito, nonché un tipo sportivo e muscoloso che ama tenersi in forma nel corpo come nella mente.
Arika Yamamoto (山本亜梨華?, Yamamoto Arika)
Doppiata da Yui Ogura
Ex allieva del laboratorio di Ikeda e mangaka. Traspone la ricerca di Himuro e Yukimura in un manga e si diverte a rendere piccanti le situazioni tra i due, per poi seguire lo svolgersi delle vicende.
Rikekuma (リケクマ?)
Doppiato da Momo Asakura
Un orsacchiotto di peluche saccente ma quantomai opportuno quando serve spiegare dei concetti scientifici poco noti agli spettatori. Intercala la parola "orso" nel parlato.

## Media

### Manga
Il manga è scritto e disegnato da Alifred Yamamoto e viene serializzato dal 16 marzo 2016 sulla rivista digitale Comics Meteor della casa editrice Flex Comix. Viene raccolto in tankōbon dal 12 novembre dello stesso anno.

### Live-action
Un adattamento in live-action del manga è stato realizzato sotto forma di dorama, composto da quattro episodi trasmessi in Giappone dal 1º settembre 2018, al quale è seguito un film cinematografico proiettato sempre in Giappone dal 1º febbraio 2019. Entrambi condividono lo stesso cast di attori.

### Anime

#### Prima stagione

Il logo della prima stagione

La prima stagione della serie è stata pubblicata in Giappone su Prime Video l'11 gennaio 2020 ed è stata trasmessa settimanalmente su Tokyo MX e BS11 da quella stessa data al 28 marzo 2020. La sigla d'apertura PARADOX è cantata da Sora Amamiya (essa è anche un brano contenuto nell'omonimo album dell'artista), mentre la sigla di chiusura Turing Love feat.Sou (チューリングラブ feat.Sou?) è cantata da Akari Nanawo.
| Nº | Titolo italiano Giapponese 「Kanji」 - Rōmaji | In onda          | In onda |
| Nº | Titolo italiano Giapponese 「Kanji」 - Rōmaji | Giapponese       |         |
| 1  | Delle menti analitiche si sono innamorate, così hanno provato ad analizzare il fenomeno 「理系が恋に落ちたので解析してみた。」 - Rikei ga koi ni ochitanode kaiseki shitemita. | 11 gennaio 2020  |         |
| 1  | È un giorno come gli altri nel laboratorio di Ikeda, appartenente alla facoltà di ingegneria dell'Università di Saitama. Ayame Himuro, una dottoranda al primo anno, dichiara al suo collega e rivale Shinya Yukimura di essersi innamorata di lui. Quest'ultimo le chiede su quali ipotesi ella ritiene di essere innamorata, perciò Himuro gli mostra i dati raccolti nell'ultimo periodo riguardanti la sua felicità mentre pensava o sognava il suo collega. Anche Yukimura crede di essersi innamorato di lei, ma ritiene necessario dimostrarlo facendo degli esperimenti: eseguendo l'azione nota come kabedon (il colpo della mano su un muro da parte dell'uomo come dimostrazione di virilità alla donna che vi è appoggiata) e altre modalità di avvicinamento, misurano effettivamente un aumento della loro pressione cardiaca ma non riescono a determinare se è dovuta al batticuore del sentimento o ad altri fattori esterni, per i quali soggiungono troppe incognite. Kanade, una collega più giovane di Yukimura e Himuro, crede che l'amore non debba essere misurato dalla scienza, ma i due protagonisti non si sentono soddisfatti senza una dimostrazione formale del loro amore. |                  |         |
| 2  | Delle menti analitiche si sono innamorate, così hanno provato a fare esperimenti. 「理系が恋に落ちたので実験してみた。」 - Rikei ga koi ni ochitanode jikken shitemita. | 18 gennaio 2020  |         |
| 2  | Yukimura e Himuro fanno altre misurazioni del loro battito cardiaco abbracciandosi e notano l'aumento che si aspettavano. Ena Ibarada, una senpai appartenente al loro stesso laboratorio, viene a sapere della loro ricerca e propone di ripetere l'esperimento facendo abbracciare a Yukimura altre donne per confutare che il suo battito cardiaco aumenti solo con Himuro. Come Ibarada si aspettava, non si apprezzano differenze tra le misurazioni effettuate con Himuro, Kanade e lei stessa, dunque sono ancora ben lontani dall'aver dimostrato che Yukimura ricambi l'amore di Himuro. Un altro esperimento che i due innamorandi vogliono provare è quanto l'amore migliori il gusto di un piatto: Himuro propone a Yukimura due porzioni dello stesso piatto e in una sola delle due aggiunge una scritta affettuosa. L'esperimento si conclude subito perché Yukimura indovina subito quale dei due è stato preparato con amore e quindi ha un sapore più buono. Verso sera Himuro e Yukimura offrono a Kanade un piatto a base di uova per ringraziarla dell'appoggio che dà loro. |                  |         |
| 3  | Delle menti analitiche si sono innamorate, così hanno provato a organizzare un appuntamento. 「理系が恋に落ちたのでデートの計画を立ててみた。」 - Rikei ga koi ni ochitanode dēto no keikaku wo tatetemita. | 25 gennaio 2020  |         |
| 3  | La ricerca di Himuro e Yukimura è arrivata a un punto morto: le prove che hanno raccolto non sono dimostrazioni sufficienti e hanno bisogno di altri dati associabili all'amore da confrontare con le loro esperienze. Kosuke Inukai, uno studente della stessa età di Kanade e anche lui frequentante il laboratorio di Ikeda, si presta volentieri a raccontare le sue conoscenze dell'amore ma dopo il suo discorso Ibarada spiattella a tutti che Aika, la ragazza per cui stravede, è in realtà il personaggio virtuale di una serie di visual novel. Secondo Yukimura non c'è niente di male ad avere passioni da otaku, ma per difendere l'autostima di Himuro, che inizia a temere di non amarlo perché non è dedita quanto Kosuke, lo definisce bizzarro e fuori dal normale. Himuro racconta a Kanade di un bambino, anch'egli appassionato di scienza, che molti anni addietro la aiutò a rivalersi sui bulli, e secondo lei si trattò proprio di Yukimura. Kanade propone ai suoi senpai di uscire insieme al luna park e, sebbene i due non organizzino questo appuntamento con un briciolo di romanticismo, si imbarazzano piacevolmente mentre Yukimura invita Himuro. |                  |         |
| 4  | Delle menti analitiche si sono innamorate, quindi hanno provato a uscire insieme 「理系が恋に落ちたのでデートしてみた。」 - Rikei ga koi ni ochitanode dēto shitemita. | 1º febbraio 2020 |         |
| 4  | L'appuntamento di Himuro e Yukimura inizia puntualmente alle 10, come stabilito, e segue rigorosamente il programma redatto. Invece di monitorare le funzionalità biologiche, i due scienziati annotano in un'app il numero di volte in cui hanno provato certe emozioni come avere il batticuore, essere felici, sentirsi a proprio agio, insicuri o voler abbracciare il partner, sotto suggerimento di Kanade che sostiene che essere innamorati stimoli una moltitudine di emozioni. Himuro e Yukimura fanno shopping ottimizzando la scelta dei vestiti con una combinazione lineare di indici relativi alle caratteristiche da preferire e, dopo aver pranzato insieme, si liberano di uno scocciatore che prova a corteggiare Himuro. Al loro seguito ci sono sempre Kanade e Kosuke intenti a prendere appunti sui loro comportamenti e sui loro progressi. Al luna park le due menti analitiche provano ogni giostra interessandosi alla cinematica dei loro corpi e terminano l'appuntamento romantico sulla ruota panoramica, in cui analizzano i dati raccolti e Yukimura dà un regalo alla sua collega. Tutto ciò che avviene nella ruota panoramica resta un segreto per Kanade e Kosuke. |                  |         |
| 5  | Delle menti analitiche si sono innamorate, quindi hanno provato a tenere una riunione. 「理系が恋に落ちたので会議してみた。」 - Rikei ga koi ni ochitanode kaigi shitemita. | 8 febbraio 2020  |         |
| 5  | Come di consueto, gli studenti del laboratorio di ricerca prendono parte alla loro riunione periodica con il professor Ikeda, e riferiscono a lui ciò a cui stanno lavorando. Il professore è molto deluso da Kosuke, che non ha proseguito la sua attività, e appoggia la ricerca di Himuro e Yukimura dopo averne sentito i dettagli. Come prossimo passo Ikeda propone di rifare gli esperimenti sull'alterazione dei parametri vitali combinando i 6 presenti in 15 coppie. Ibarada insiste per vedere Yukimura corteggiare Kosuke, e quando è Yukimura a fare l'esperimento in coppia con Kanade, Himuro si intromette e lo interrompe per una non dichiarata gelosia. Infine, Ibarada riesce a vincere una scommessa contro Kosuke facendolo eccitare e rimanendo al contempo impassibile. |                  |         |
| 6  | Delle menti analitiche si sono innamorate, quindi hanno provato a baciarsi. 「理系が恋に落ちたのでキスしてみた。」 - Rikei ga koi ni ochitanode kisu shitemita. | 15 febbraio 2020 |         |
| 6  | Yukimura studia la posizione ottimale per baciare Himuro, ma come suggerisce Kanade ciò che è opportuno ricercare è un'atmosfera romantica. Perciò, per valutare i luoghi e i momenti ottimali, Himuro e Yukimura stilano un'equazione con cinque addendi: la bellezza dell'ambiente (a sua volta una media di altri fattori), l'assenza di altre persone, la luminosità, la tranquillità (definita come inversa dell'intensità acustica in dB) e il tempo trascorso a guardarsi in silenzio. Gli scienziati passano il pomeriggio a sperimentare l'effetto di una buona atmosfera combinandosi in diverse coppie. Purtroppo però, quando giunge il turno di Himuro e Yukimura, diversi fattori di disturbo fanno precipitare l'indice dell'atmosfera a {\displaystyle -\infty } (alcuni addendi dell'equazione, infatti, ricalcano la pendenza logaritmica per valori infinitesimi) e i due devono accontentarsi di un bacetto amichevole, con la promessa di scambiarsene uno più emozionante in futuro. |                  |         |
| 7  | Delle menti analitiche si sono innamorate, quindi hanno provato a bere insieme. 「理系が恋に落ちたので飲み会してみた。」 - Rikei ga koi ni ochitanode nomikai shitemita. | 22 febbraio 2020 |         |
| 7  | I giovani ricercatori del laboratorio di Ikeda festeggiano la fine del primo semestre e l'inizio delle vacanze passando una serata a bere insieme. I ragazzi si deliziano con il gioco della linea Yamanote adattato ai numeri primi e discutendo della loro correlazione, mentre uno dopo l'altro (eccetto Ibarada e Yukimura) cedono all'alcol. Il giorno dopo Yukimura e Himuro provano a cercare delle prove dell'innamoramento nelle opere di fantasia, in particolare nella fiaba di Cenerentola e nei racconti popolari Taketori monogatari (lett. "Storia di un tagliatore di bambù") e Tsuru no ongaeshi (lett. "La gratitudine della gru"), ma finiscono per concentrarsi sulle surrealità delle storie e le modificano per razionalizzarle, dimenticandosi il motivo per cui le hanno analizzate. |                  |         |
| 8  | Delle menti analitiche si sono innamorate, quindi hanno provato a raccogliere prove dell'essere innamorati. 「理系が恋に落ちたので好きの証拠を集めてみた。」 - Rikei ga koi ni ochitanode suki no shōko o atsumetemita. | 29 febbraio 2020 |         |
| 8  | Kosuke è frustrato dalla complessità delle ricerche dei suoi colleghi e sfiora l'idea di lasciare il laboratorio perché non riesce a stare al loro passo. Il professor Ikeda perciò lo convince che può ritrovare la motivazione applicando lo studio a una sua passione, come ad esempio il problema NP-difficile della ricerca del percorso più breve per giungere al finale di un simulatore di appuntamenti, e lo sprona ad impegnarsi per finire entro l'imminente ritiro estivo a Okinawa. Anche Kanade deve rivedere la sua presentazione e segue i severi consigli di Yukimura. Per quanto riguarda la ricerca della coppia, Yukimura e Himuro raccolgono dei campioni di saliva prima e dopo un contatto fisico, al fine di esaminare la variazione di concentrazione di ossitocina, e si preparano a raccogliere altri campioni durante il ritiro. Un'ex studentessa, Arika Yamamoto, fa visita al laboratorio e rimane affascinata dalla materia di ricerca di Himuro e Yukimura al punto da volerne fare la trama di uno dei suoi manga. La coppia accetta, sperando di poter raccogliere più dati dopo la diffusione della storia. |                  |         |
| 9  | Delle menti analitiche si sono innamorate, quindi hanno provato a partecipare al ritiro a Okinawa. 「理系が恋に落ちたので沖縄合宿行ってみた。」 - Rikei ga koi ni ochitanode Okinawa gasshuku ittemita. | 7 marzo 2020     |         |
| 9  | I ragazzi del laboratorio di Ikeda, il professore e Yamamoto arrivano a Okinawa. Nel viaggio in aereo Yukimura non ha potuto condurre i suoi esperimenti di contatto fisico per mantenere il decoro, e anche se Himuro era d'accordo di non farlo, avrebbe voluto abbracciare Yukimura mentre spiegava l'equazione di Bernoulli a Kanade. Yamamoto ha pagato di tasca sua la differenza rispetto al budget dell'università per far alloggiare tutti in un albergo di lusso, sperando che favorisca piccanti sviluppi della relazione tra i due scienziati. Il gruppo si concede una giornata di svago sulla spiaggia: dopo il popolare gioco dell'anguria, in cui Ibarada si diverte a suggerire la posizione del frutto usando coordinate cartesiane, Yukimura escogita assieme ai coetanei il modo più efficace per abbracciare Himuro ottenendo il massimo contatto corporeo, ma nel pensarci troppo sviene per l'emozione. Due ragazzi sulla spiaggia cercano di rimorchiare Himuro e Kanade, ma uno dei due, Yuuichi, riconosce Himuro - incontrata il giorno del suo primo appuntamento romantico - e decide di ripiegare su Ibarada. Kosuke vede la scena da lontano e pensa che la sua amica sia in pericolo, così la difende come le promise da piccolo, anche se in realtà lei e i due ragazzi stavano solo chiacchierando allegramente. |                  |         |
| 10 | Delle menti analitiche si sono innamorate, quindi hanno provato a esporre le loro presentazioni. 「理系が恋に落ちたので研究発表してみた。」 - Rikei ga koi ni ochitanode kenkyū happyō shitemita. | 14 marzo 2020    |         |
| 10 | Hanno inizio le presentazioni degli studenti di diversi laboratori universitari in una rinomata sala conferenze. Il primo ad esporre è Shikijou, uno dei ragazzi che hanno avvicinato Ibarada, e nonostante dimostri di avere padronanza di un argomento molto complesso come l'equilibrio di Nash, non riesce a rispondere alle domande poste dai membri della commissione e il suo professore gli fa interrompere la presentazione. Segue la presentazione di Kosuke sul problema NP-difficile della ricerca del cammino massimo per ottenere il punteggio più alto nei videogiochi erotici, con la quale ottiene l'attenzione generale del pubblico e riesce a rispondere anche se in malo modo alle domande del severo professor Kaku. È il turno di Kanade e nonostante si sia esercitata molto viene colta da un attacco di ansia da prestazione, così Yukimura, non sapendo cosa fare, la abbraccia forte per toglierle l'agitazione. Kanade riesce a esporre brillantemente la sua ricerca sul problema del commesso viaggiatore considerando la latenza variabile ad ogni sosta, riferita all'ottimizzazione della visita al luna park effettuata dai suoi senpai. A fine giornata il professor Ikeda fa in modo che Kosuke si scusi con il professor Kaku per averlo offeso durante il loro dibattito, e Himuro, che ha assistito all'abbraccio tra Yukimura e Kanade, chiede al ragazzo delle spiegazioni. |                  |         |
| 11 | Delle menti analitiche si sono innamorate, quindi hanno provato a litigare. 「理系が恋に落ちたので喧嘩してみた。」 - Rikei ga koi ni ochitanode kenka shitemita. | 21 marzo 2020    |         |
| 11 | Himuro si arrabbia con Yukimura per l'abbraccio che ha dato a Kanade, accusandolo di essere uno che abbraccerebbe qualunque ragazza. Yukimura si difende specificando che tra di loro non c'è ancora nessuna relazione fissa tale per cui lei possa essere gelosa a quel modo, e riceve un sonoro schiaffo. Da quel momento i due iniziano a litigare e rovinano l'atmosfera vacanziera ai loro colleghi, che cercano di farli riappacificare. Durante una visita all'acquario Himuro chiede a Yukimura se sa perché è arrabbiata, e lui, tentando di stimare le percentuali di inferenza dei presunti motivi, commette un errore relativo troppo alto facendo arrabbiare ancora di più la ragazza. Kanade si sente in colpa per aver causato il litigio, ma Himuro la rassicura dicendole che non deve sentirsi responsabile. Lei stessa comprende le ragioni di Yukimura e desidera scusarsi con lui, ma non sa come fare. Anche Yukimura è convinto di non aver mentito quando ha affermato che lui e Himuro non stanno uscendo insieme, Kosuke però gli dice che in certe situazioni asserire il vero non è la scelta giusta da fare. Himuro vuole continuare la ricerca con il litigio in corso visto che, stando agli studi della psicologa Ellen S. Berscheid, anche i sentimenti che riguardano l'odio hanno a che fare con l'amore, ma per farlo dovrebbe collaborare con Yukimura e quindi scusarsi con lui. La ragazza allora decide di redigere una tesi di scuse e di regalargli una custodia portaocchiali, ma cadendo dalle scale rompe il presente e il suo tentativo di scusarsi fallisce, sennonché Yukimura riesce a leggere la tesi e capisce le sue intenzioni. |                  |         |
| 12 | Sapevo di potermi innamorare di te, quindi ho cercato di provarlo. 「君に恋ができる事を証明してみた。」 - Kimi ni koi ga dekiru koto o shōmei shitemita. | 28 marzo 2020    |         |
| 12 | Himuro si allontana imbarazzata e disperata per non essere riuscita a scusarsi, mentre nell'albergo i suoi amici preoccupati per lei si mettono a cercarla. Grazie alle testimonianze di chi l'ha vista andare da lui, Yukimura conclude che il regalo non si è rotto accidentalmente ma è stato rovinato di proposito da Yamamoto. L'accusata confessa di averlo fatto per mettere ancora più in difficoltà la loro relazione e accentuare la reattanza psicologica dell'effetto Romeo e Giulietta, secondo il quale una riconciliazione è più efficace se preceduta da una forte opposizione. Dopo essere stata intimidita da Yukimura di non ferire più Himuro, Yamamoto gli mostra di aver salvato il suo vero regalo e lo aiuta a ritrovare la sua amata dicendogli la direzione in cui l'ha vista fuggire. Yukimura cerca Himuro per tutta la notte e la ritrova su un lungo ponte poco prima dell'aurora, incapace di camminare per essersi rotta un tacco della scarpa. In quel frangente i due scienziati si scusano per le incomprensioni avute, che hanno causato un sopravvento delle loro emozioni sul regolare svolgimento della propria vita e, approfittando del punteggio di atmosfera con il massimo valore teorico, ottenuto dal maggior valore possibile di ciascuno dei cinque coefficienti coinvolti nella loro equazione valutativa, si scambiano un bellissimo bacio. Poco dopo Yukimura aiuta Himuro a tornare all'hotel portandola sulle spalle e, finito il soggiorno a Okinawa, fanno ritorno al laboratorio dove analizzano i dati di ossitocina raccolti e provano a ripetere l'esperimento del bacio.                                                 |                  |         |

#### Seconda stagione

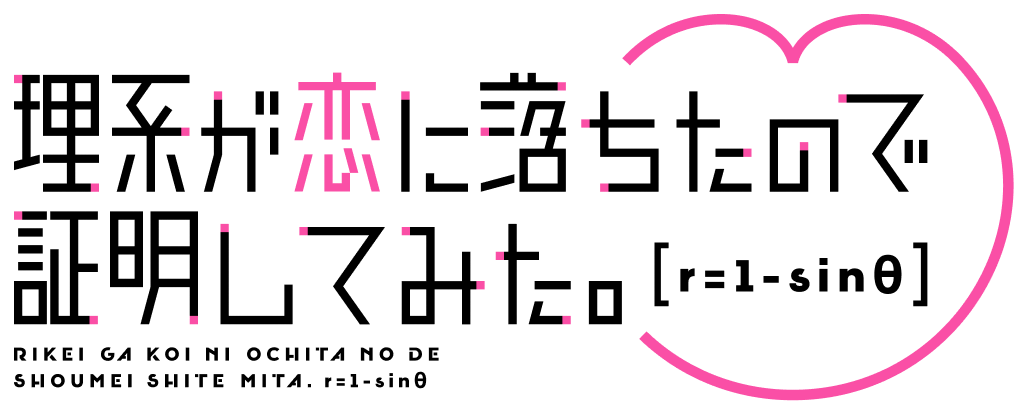
Il logo della seconda stagione

La seconda stagione della serie reca il sottotitolo r=1-sinθ corrispondente all'equazione della cardioide espressa in coordinate polari, ed è stato selezionato a seguito di un sondaggio lanciato dal comitato di produzione della serie. È stata trasmessa su Tokyo MX dal 2 aprile al 18 giugno 2022 ed è accompagnata dalla sigla di apertura Love-Evidence cantata da Sora Amamiya e dalla sigla di chiusura Bibitto Love (ビビっとラブ?) cantata dai CHICO with Honeyworks meets Mafumafu.
| Nº | Titolo italiano Giapponese 「Kanji」 - Rōmaji | In onda        | In onda |
| Nº | Titolo italiano Giapponese 「Kanji」 - Rōmaji | Giapponese     |         |
| 13 | Delle menti analitiche si sono innamorate, quindi hanno provato a confrontare le coppie 「理系が恋に落ちたのでカップルと比較してみた。」 - Rikei ga koi ni ochita no de kappuru to hikaku shite mita. | 2 aprile 2022  |         |
| 13 | I campioni di saliva non sono stati raccolti in tempo sull'isola di Okinawa, quindi Himuro e Yukimura dovranno ripetere la misurazione. Ibarada consiglia loro di rivolgersi ai collegi del dipartimento di biologia per fare delle analisi efficaci, in particolare a Chris Florette e Suiu Fujiwara, dottorandi in regolazione dei sistemi biologici e specializzati nell'analisi della saliva. Costoro sono anche fidanzati da quattro anni e invogliano i protagonisti a confrontare le loro relazioni basandosi sulla concentrazione dell'ossitocina contenuta nella saliva dopo alcuni stimoli affettuosi. Chris e Fujiwara sono molto intimi e battono in modo schiacciante Yukimura e Himuro. |                |         |
| 14 | Delle menti analitiche si sono innamorate, quindi hanno provato a cercare una nuova teoria. 「理系が恋に落ちたので新しい理論を探してみた。」 - Rikei ga koi ni ochita no de atarashii riron o sagashite mita. | 9 aprile 2022  |         |
| 14 | Yukimura, Himuro, Chris e Fujiwara eseguono altri esperimenti di contatto fisico coinvolgendo anche Kanade, e si riconferma la vittoria della coppia di Chris e Fujiwara per quanto riguarda la concentrazione di ossitocina rilasciata. Chris si dimostra sconcertato dagli scarsi risultati del suo collega e lo biasima per la sua ricerca di prove scientifiche, che lui interpreta come mancanza di intraprendenza e sicurezza dei propri sentimenti. Yukimura non si lascia abbattere dai dati e quella notte trova in rete la teoria di Helen Fisher: secondo l'antropologa la fase passionale dell'amore, caratterizzata da forti emozioni paragonabili a quelle di una dipendenza che causano il rilascio di dopamina e noradrenalina, è destinata a durare non più di tre anni per lasciare il posto alla fase di attaccamento, governata da emozioni più tranquille e profonde che generano gli ormoni ossitocina e vasopressina. La teoria spiega perché Fujiwara e Chris rilasciano più ossitocina, in quanto sono fidanzati da molto più tempo, e dimostra che l'affetto tra Himuro e Yumikura non è inferiore al loro giacché non è possibile metterli a paragone. |                |         |
| 15 | Delle menti analitiche si sono innamorate, quindi hanno provato a schiacciare un pisolino. 「理系が恋に落ちたので昼寝してみた。」 - Rikei ga koi ni ochita no de hirune shite mita. | 16 aprile 2022 |         |
| 15 | Himuro busca un raffreddore e rimane a casa. Yukimura, preoccupato per lei, si precipita da lei per vedere come sta e se ha bisogno di qualcosa, e l'arrivo di Kanade causa una situazione imbarazzante per i due innamorati. Il professor Ikeda ricorda a Ibarada che ha poco tempo per scegliere se laurearsi o proseguire i suoi studi con un dottorato. Anche il professore non è molto bravo a rispettare le scadenze, infatti deve scrivere un articolo per il dépliant pubblicitario del suo dipartimento di ricerca e vorrebbe parlare dell'allenamento fisico come ottimo stimolo per il cervello. Ibarada raccoglie dei dati per far scrivere al professor Ikeda un articolo adeguato e si interessa al dramma di Kosuke, che secondo alcune stime la probabilità che trovi il suo tipo di ragazza ideale e che questa lo ami sono ben al di sotto dell'1%. Osservando meglio Ibarada, Kosuke si accorge che rispecchia in pieno le caratteristiche delle ragazze che gli piacciono, ma preferisce rimanere zitto e meditare adeguatamente la cosa. Ibarada decide che proseguirà gli studi soprattutto perché è soddisfatta dell'ambiente vivace in cui si trova, opposto alla sua triste e grigia vita domestica, al punto da tranquillizzarla e permetterle di riposare.         |                |         |
| 16 | Delle menti analitiche si sono innamorate, quindi hanno provato ad andare a un concerto. 「理系が恋に落ちたのでライブに行ってみた。」 - Rikei ga koi ni ochita no de raibu ni itte mita. | 23 aprile 2022 |         |
| 16 | Kanade organizza una serata con le sue amiche Himuro e Ibarada come fanno le ragazze non studiose, ma si ritrovano ugualmente a discutere delle loro ricerche. Ibarada sviluppa un bastoncino luminoso per concerti nel laboratorio del professor Kaihori, che, rispetto ai normali bastoncini, consente ai fan una rudimentale interazione con il cantante sul palco. Una volta pronto lo fa testare a Kosuke e si rallegra perché è di suo gradimento. Himuro, che ha aiutato Ibarada con il suo esperimento, avrebbe voluto farlo provare anche a Yukimura, ma egli era impegnato a dare ripetizioni di fisica a una ragazza. Alcuni giorni dopo Kanade ritrova Shikijou, il ragazzo che conobbe ad Okinawa, che le chiede di uscire con lui. |                |         |
| 17 | Delle menti analitiche si sono innamorate, quindi hanno provato ad analizzare la prova del loro amore. 「理系が恋に落ちたので好きの証拠を分析折してみた。」 - Rikei ga koi ni ochita no de suki no shōko o bunseki ori shite mita. | 30 aprile 2022 |         |
| 17 | Kanade viene invitata da Shikijou a un appuntamento ma si sente insicura dei suoi sentimenti, anche per via della sua passata esperienza d'amore, quindi chiede a Yukimura di aiutarla a decidere. Il suo collega costruisce un'equazione lineare da risolvere sostituendo alle variabili il grado di considerazione personale associato ai parametri della decisione, e se la somma algebrica sarà maggiore di zero dovrà accettare l'invito. Kanade ottiene un numero positivo ma preferisce non correre troppo e risponde a Shikijou che prima di andare a un appuntamento preferisce diventare sua amica. I dati raccolti dai lettori del manga di Yamamoto vengono letti dal gruppo di ricercatori. Mentre Himuro spera di trovare quante più corrispondenze possibili con i suoi sentimenti, a trovarne di più è Kosuke, che non vuole accettare di essere innamorato di Ibarada. Yukimura resta colpito dalla preziosità dei dati che hanno potuto leggere e Himuro, dopo averli analizzati con cura, si convince di essere innamorata di lui. |                |         |
| 18 | Delle menti analitiche si sono innamorate, quindi hanno provato a smettere di dimostrarlo. 「理系が恋に落ちたので証明を終了してみた。」 - Rikei ga koi ni ochita no de shōmei o shūryō shite mita. | 7 maggio 2022  |         |
| 18 | Himuro e Yukimura hanno provato a trovare dei punti in comune con le relazioni raccontate dai lettori di Yamamoto, tuttavia nessuno di essi ha stabilito di essere innamorato su basi scientifiche, di conseguenza le loro testimonianze non possono essere usate per dimostrare l'esistenza di una nuova relazione. La conclusione a cui Himuro è arrivata è che una persona ama un'altra persona solo dal momento in cui riconosce tale sentimento. Dopo una giornata passata insieme a Yukimura, Himuro si dichiara nuovamente a lui dal momento che ha riconosciuto chiaramente il sentimento dell'amore. Yukimura si ritrova spiazzato di fronte a una rivelazione così improvvisa, e per definire se ricambia il suo l'amore elenca tutte le qualità di Himuro allo stesso modo che aveva suggerito a Kanade. Superando lo zero di quasi quattro ordini di grandezza, Yukimura arriva a decretare che è innamorato di lei, ciononostante la loro ricerca non è ancora conclusa: se il criterio per definire di essere innamorati è arbitrario e basato sulla persona, vari tipi di amore sono caratterizzati diversamente, incluso quello dei fidanzati. In base alla classificazione standard che andranno a costruire capiranno se il loro amore è tale da ammettere un fidanzamento. |                |         |
| 19 | Delle menti analitiche si sono innamorate, quindi hanno provato ad andare a un appuntamento di gruppo. 「理系が恋に落ちたので集団デートしてみた。」 - Rikei ga koi ni ochita no de shūdan dēto shite mita. | 14 maggio 2022 |         |
| 19 | La quantificazione dell'amore richiede un'unità di misura, e questa viene prontamente definita da Yukimura come {\displaystyle [Klp]} (Kanade love power, lett. "Forza dell'amore di Kanade") radunando i sentimenti di Kanade per il suo ex-professore di matematica (palpitazioni il 100% delle volte in cui lo guarda in volto, bisogno di vedersi 1 volta al giorno, e tristezza dopo 48 ore di lontananza) considerate arbitrariamente come standard. Kanade deve uscire con Shikijou e i suoi senpai non vogliono perdere l'occasione di studiare i suoi comportamenti, ma per affinare la misurazione invitano altre dieci coppie della loro università a replicare l'appuntamento di Kanade e Shikijou dopo di loro, senza però disturbarli. Himuro e Yukimura notano, anche sulla loro pelle, che la vicinanza di molte coppie innamorate induce alle stesse più desiderio d'amore. Kanade ritrova per puro caso il suo professore Takahashi, che la mette in agitazione per il resto della giornata. |                |         |
| 20 | Delle menti analitiche si sono innamorate, quindi hanno provato a dichiararsi ai propri kohai. 「理系が恋に落ちたので後輩に告白してみた。」 - Rikei ga koi ni ochita no de kōhai ni kokuhaku shite mita. | 21 maggio 2022 |         |
| 20 | Yamamoto e Ibarada ipotizzano una scala Kinsey che, invece di definire una graduazione tra eterosessualità e omosessualità, analizza l'orientamento sessuale verso persone reali e personaggi immaginari, e propongono a Kosuke di iniziare questa ricerca. Himuro vuole parlare con Kanade riguardo al suo nuovo rapporto con Shikijou, ed esordisce dichiarandosi innamorata di lei sulla base delle scale di Zick Rubin. Kanade confessa che, durante il suo primo e unico appuntamento assieme al suo professore di matematica delle superiori, lo ha steso involontariamente con le arti marziali che aveva imparato da piccola. Da lì in poi si è promessa di forzarsi a comportarsi sempre normalmente per non causare problemi a gli altri. Yukimura, introdottosi nella discussione, le fa capire che vivere in questo modo non le porterà mai giovamento. |                |         |
| 21 | Delle menti analitiche si sono innamorate, quindi hanno provato a prepararsi per il festival del campus. 「理系が恋に落ちたので学園祭の準備をしてみた。」 - Rikei ga koi ni ochita no de gakuensai no junbi o shite mita. | 28 maggio 2022 |         |
| 21 | Kanade esce ancora con Shikijou, il quale le confida di essersi innamorato di lei fin dal loro primo incontro a Okinawa. La ragazza teme di deluderlo mostrandogli la sua vera personalità ma allo stesso tempo invidia i suoi senpai che si esprimono sempre con sincerità senza temere il giudizio degli altri. In vista del festival di Mutsumi il professor Ikeda tiene una riunione per definire gli argomenti da proporre ai visitatori. Yukimura, Himuro e Ibarada svolgeranno una ricerca sull'attrazione delle persone basata sull'aspetto fisico e sull'abbigliamento, Kosuke divulgherà l'amore per i personaggi dei videogiochi e Kanade parlerà del cammino più breve e ideale per un appuntamento al festival. |                |         |
| 22 | Delle menti analitiche si sono innamorate, quindi hanno provato a organizzare il festival del campus. 「理系が恋に落ちたので学園祭してみた。」 - Rikei ga koi ni ochita no de gakuensai shite mita. | 4 giugno 2022  |         |
| 22 | Yukimura, dopo un pomeriggio trascorso a dare ripetizioni a Haru, sconsiglia al padre della ragazza, il professor Kaihou Kagurano, di trattarla come una stupida, perché il motivo della sua scarsa autostima e del basso rendimento scolastico potrebbe essere proprio quello. Il giorno del festival di Mutsumi, Ibarada invita nel laboratorio due famose cosplayer gemelle, Kirara e Kirari, per aiutarli a svolgere l'esperimento sull'avvenenza. Haru visita il festival spinta dalla curiosità di vedere l'Università di Saitama e incontra Himuro, che l'accompagna tra le attrazioni della fiera. Haru si appassiona così tanto all'ambiente universitario che promette a sé stessa di entrare a farne parte, perciò da quella sera si rimette a studiare con impegno e suo padre le augura di riuscirci. |                |         |
| 23 | Delle menti analitiche si sono innamorate, quindi hanno provato a sposarsi. 「理系が恋に落ちたので結婚してみた。」 - Rikei ga koi ni ochita no de kekkon shite mita. | 11 giugno 2022 |         |
| 23 | Yamamoto visita il laboratorio di Ikeda e viene vestita da sposa assieme a Ibarada. Questa cosa le ricorda che si sta avvicinando ai trent'anni senza sposarsi e insegue Torasuke, anche lui vestito elegantemente, sperando di potersi sistemare con lui. Il ragazzo si ritrova nel parco dell'università con Ibarada e insieme rappresentano un matrimonio per far felice una bambina, dopodiché Yamamoto dà una piccola spinta a Ibarada per far sì che si bacino. Kanade trascorre la giornata con Shikijou e la sera il ragazzo le chiede di uscire con lui. Nella risposta di Kanade, che proprio alcuni minuti prima ha scortesemente rifiutato un consiglio di Yukimura, prevale la sincerità: la ragazza non desidera proseguire la relazione sapendo che il suo amico si è innamorato della sua finta personalità. Shikijou, al contempo sorpreso e deluso dalla risposta, diventa irrequieto. |                |         |
| 24 | Ho cercato di provare che vai bene così come sei. 「君がありのままでいられる事を証明してみた。」 - Kimi ga ari no mama de irareru koto o shōmei shite mita. | 18 giugno 2022 |         |
| 24 | Shikijou si avvicina minacciosamente a Kanade e lei lo atterra d'istinto. Il ragazzo, per vendicarsi, la attacca con un taser, le lega i polsi e le caviglie e la porta in un magazzino poco distante dove assieme a quattro amici vuole abusare di lei. Il professor Kanou, venuto al festival dalla stessa università di Shikijou, parla a Yukimura dei difetti del suo studente e il giovane ricercatore rintraccia Kanade per salvarla. Shikijou, anch'egli anormale e desideroso di una storia d'amore, si è sforzato di avvicinarsi a Kanade ordinariamente ed è rimasto deluso dal suo fallimento finale, inoltre si rifiuta di credere che anche la ragazza nascondeva la sua vera personalità mentre stava con lui. Yukimura arriva appena in tempo per salvare Kanade e spiegare a lei e ai criminali che la normalità è un concetto relativo, e perseguirla può portare a una vita infelice. Durante la sua spiegazione, anche Yukimura viene attaccato ma riesce a difendersi minacciando di ricorrere ad acidi corrosivi fino all'arrivo della polizia. Tutto torna come prima, ma con una novità: Kanade si dichiara innamorata di Yukimura e si prospetta l'inizio di una nuova ricerca sull'attrazione e sulla rivalità in amore.                                             |                |         |

#### Home video
La prima stagione della serie è stata pubblicata in Giappone in tre box Blu-Ray.
| Nº | Episodi | Pubblicazione |
| -- | ------- | ------------- |
| 1  | 1-4     | 3 giugno 2020 |
| 2  | 5-8     | 3 luglio 2020 |
| 3  | 9-12    | 5 agosto 2020 |